# Teluk (Karangawen)
Teluk is een bestuurslaag in het regentschap Demak van de provincie Midden-Java, Indonesië. Teluk telt 4679 inwoners (volkstelling 2010).